# Paraphlebia duodecima
Paraphlebia duodecima – gatunek ważki z rodziny Thaumatoneuridae. Występuje na terenie Ameryki Centralnej – jest endemitem Gwatemali.